# Radicaal 153
Van de in totaal 214 Kangxi-radicalen heeft radicaal 153 de betekenis kat en das. Het is een van de twintig radicalen die bestaat uit zeven strepen.
In het Kangxi-woordenboek zijn er 140 karakters die dit radicaal gebruiken.

## Karakters met het radicaal 153

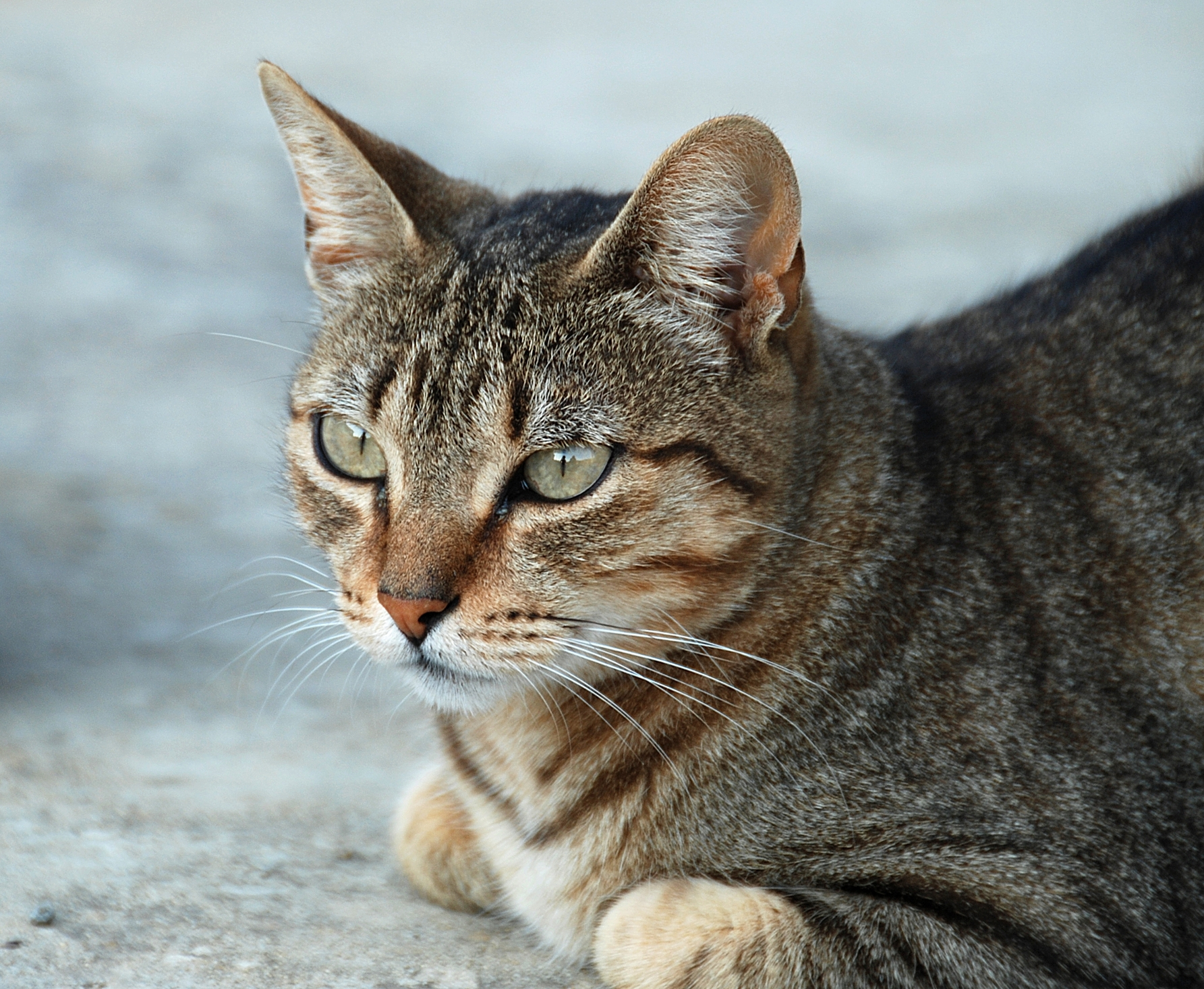
Kat

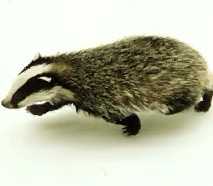
Das

| Strepen | Karakter             |
| ------- | -------------------- |
| + 0     | 豸                   |
| + 3     | 豹 豺 豻             |
| + 4     | 豼 豽                |
| + 5     | 豾 豿 貀 貁 貂 貃    |
| + 6     | 貄 貅 貆 貇 貈 貉 貊 |
| + 7     | 貋 貌 貍             |
| + 8     | 貎 貏                |
| + 9     | 貐 貑 貒 貓          |
| + 10    | 貔 貕 貖             |
| + 11    | 貗 貘 貙             |
| + 12    | 貚                   |
| + 18    | 貛                   |
| + 20    | 貜                   |

Orakelbotkarakter
Bronskarakter
Groot zegelkarakter